# Nocardia

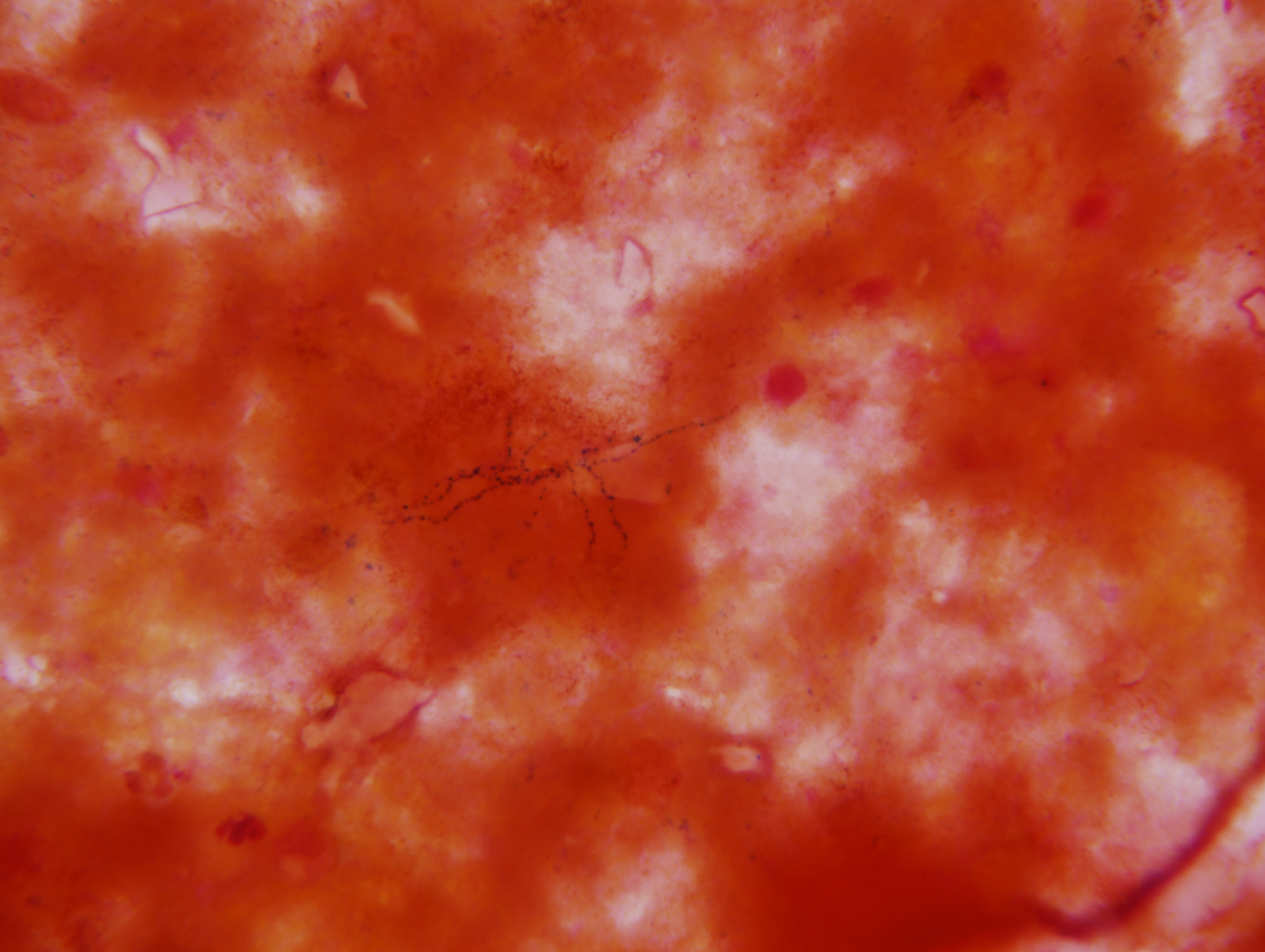
Nocardia em autópsia de cérebro.

Nocardia é um gênero de bactérias bacilares gram-positivas, aeróbias e catalase-positiva.
Ficam pouco tingidas pela tinção Gram.
Formam redes de filamentos ramificados resistentes a ácidos muito similares aos dos fungos.
Foram identificados um total de 85 espécies, sendo que a maioria não causa doenças.
A doença causada por algum Nocardia é denominada como nocardiose.
Nocardias são encontrados em todo o mundo no solo que é rico em matéria orgânica e na água doce e salgada.
Além disso, Nocardia são microflora orais encontrados na gengiva saudável e em bolsas periodontais.

## Patologias
A maioria das infecções por Nocardia são adquiridas por cortes ou perfurações por plantas ou animais ou pela inalação das bactérias.
É pouco virulenta só causando sintomas em pessoas com a imunidade baixa, como bebês, idosos, pessoas com AIDS ou doenças auto-imunes.
A Nocardia asteroides geralmente causa pneumonia enquanto a Nocardia brasiliensis geralmente causa micetomas, infecção linfocutânea ou infecção cutânea superficial de aparência similar as causadas por fungos.
Nocardias e Rhodococcus possuem um parentesco próximo, pois compartilham diversas proteínas características dessas espécies.